# Droga magistralna A4 (Litwa)
Droga magistralna A4 (lit. Magistralinis kelias A4) – droga magistralna w południowo-wschodniej części Litwy. Biegnie z Wilna, przez Druskieniki do granicy z Białorusią, gdzie łączy się z białoruską drogą R42 do Grodna. Jej długość wynosi 134,46 km.